# جو کانن (فوتبال)
جو کانن (انگلیسی: Joe Cannon؛ زادهٔ ۱ ژانویهٔ ۱۹۷۵) یک بازیکن فوتبال اهل ایالات متحده آمریکا است.
وی همچنین در تیم ملی فوتبال ایالات متحده آمریکا بازی کرده است.